# Novenia tunariensis
Novenia tunariensis là một loài thực vật có hoa trong họ Cúc. Loài này được (Kuntze) S.E.Freire mô tả khoa học đầu tiên năm 1986.